# Gehyra insulensis
Gehyra insulensis (тихоокеанська дтелла) — вид геконоподібних ящірок родини геконових (Gekkonidae). Мешкає на островах Океанії і Малезії.

## Поширення і екологія
Тихоокеанські дтелли мешкають на більшості островів Океанії, на Молуккських і Малих Зондських островах. Вони живуть в тропічних лісах, трапляються поблизу людських поселень, внаслідок чого інтродукований в багатьох частинах світу. Веде деревний, переважно нічний спосіб життя. Живляться комахами.